# Caieiras
Caieiras este un oraș în São Paulo (SP), Brazilia.